# Dateldienste
Dateldienste (von Data Telecommunication) ist eine veraltete Sammelbezeichnung der Deutschen Bundespost für  Dienste, die Datenkommunikation über private Grundstücksgrenzen hinaus ermöglichten. Dazu zählten Telex, Teletex, Standleitungen, Datex-L, Datex-P und die Datenübertragung mittels Modems.
In den meisten Ländern war das Einrichten von Fernmeldewegen über Grundstücksgrenzen hinweg das Recht einer staatlichen Fernmeldeverwaltung, in Deutschland damals der Deutschen Bundespost. Die Datenübertragungswege wurden in der Regel von dieser öffentlichen Fernmeldeverwaltung bereitgestellt. Der Hoheitsbereich der Fernmeldeverwaltung reichte von Schnittstelle zu Schnittstelle. Bei allen von der Fernmeldeverwaltung zur Verfügung gestellten Stromwegen war die Fernmeldeverordnung zu beachten. Die Deutsche Bundespost hat die entsprechenden technischen Vorschriften in den „Datel-Dienst“-Broschüren veröffentlicht.
Die Dateldienste sollten in einem integrierten digitalen Netz zusammengefasst werden. Es konnten sowohl Geräte angeschlossen werden, die wie Modems einen analogen Wählanschluss benötigen, als auch Geräte mit wahlfähiger digitaler Schnittstelle für die Datenübermittlungsnetze des Integrierten Text- und Datennetzes (IDN) (Schnittstellen X.21 und X.25), sowie für das ISDN.